# Hipposideros ruber
Hipposideros ruber là một loài động vật có vú trong họ Dơi nếp mũi, bộ Dơi. Loài này được Noack mô tả năm 1893.